# Oli (Ndao)
Oli  ist der Hauptort des indonesischen Distrikts Ndao Nuse (Regierungsbezirk Rote Ndao, Provinz Ost-Nusa Tenggara). Der Ort liegt an der Ostküste der Insel Ndao.